# Club Atletico Faenza 2004-2005
Ecco la formazione cestistica del Club Atletico Faenza che ha affrontato il campionato di Serie A1 femminile FIP 2004-2005.
| 4  | Brasile (bandiera) | Adriana Moisés Pinto     | Play        |
| 5  | Italia (bandiera)  | Maria Chiara Franchini   | Guardia     |
| 6  | Italia (bandiera)  | Ania Bergami             | Play        |
| 7  | Italia (bandiera)  | Elisa Arcangeli          | Guardia     |
| 8  | Italia (bandiera)  | Simona Ballardini        | Ala Piccola |
| 9  | Italia (bandiera)  | Maria Giulia Forni       | Guardia     |
| 10 | Italia (bandiera)  | Laura Nicolini           | Guardia     |
| 12 | Italia (bandiera)  | Alessia Cappuccio        | Ala Grande  |
| 13 | Italia (bandiera)  | Emanuela Ramon           | Guardia     |
| 14 | Brasile (bandiera) | Graziane de Jesus Coelho | Centro      |
| 15 | Croazia (bandiera) | Emilija Podrug           | Ala Grande  |
| 16 | Italia (bandiera)  | Lisa Lolli Ceroni        | Guardia     |
| 17 | Italia (bandiera)  | Mariangela Angelino      | Guardia     |
|    | Italia (bandiera)  | Paolo Rossi              | Allenatore  |